# Futebol Clube Mãe d'Água
O Futebol Clube Mãe d'Água é um clube desportivo português, localizado no Norte do país, na cidade de Bragança, distrito de Bragança, fundado em 22 de setembro de 1982.

## O Clube
É um dos clubes de futebol da cidade de Bragança com mais história e tradição, reunindo um orgulho bairrista característico e ao alcance de poucos, tendo como presidente actualmente, António Parente.
O palmarés do clube detém mais de 50 troféus de competições oficiais e amigáveis. O FCMA dedica-se exclusivamente à formação de novos talentos, destacando-se jogadores como Pizzi e Arnaldo Pereira. Mais recentemente transferiu o atleta Tiago Parente para os Infantis do Sport Lisboa e Benfica possuindo ainda vários atletas sob observação permanente dos principais emblemas nacionais.

## Escalões de Formação
- Primeiro Passo
- Petizes
- Traquinas
- Benjamins
- Infantis
- Iniciados
- Juvenis
- Juniores

## Equipamento
O Equipamento é constituído por camisola vermelha e calção azul.

## Marca do equipamento
As equipas de futebol envergam equipamentos da marca Mercury e tem os patrocínios da Rubis e União de Freguesias da Sé, Santa Maria e Meixedo.

## Antigos Jogadores
- Pizzi
- Arnaldo Pereira